# Ibn Yahyā al-Maghribī al-Samaw'al
Ibn Yaḥyā al-Maghribī al-Samawʾal (Arabisch : مغربي، السموءل بن يحي،), ook bekend als Samau'al al-Maghribi (Bagdad, ca. 1130 – Maragha, 1180) was een Arabisch-Islamitisch wiskundige en astronoom. Hij was van joodse afkomst, want zijn vader was een rabbijn uit Marokko. Al-Samawʾal bekeerde zich tot de islam op 8 november 1163.
Hij schreef ook het belangrijke polemisch boek Epistola Samuelis Maroccani ("De gezegende jood uit Marokko").

## Wiskunde
Al-Samaw'al schreef op 19-jarige leeftijd de wiskundige verhandeling al-Bahir fi'l-jabr ("De briljant van de algebra"), waarin hij talrijke algebraïsche problemen en stellingen placht op te lossen of uit te leggen.
Hij ontwikkelde ook het concept van testen door wiskundige inductie, dat werd gebruikt om het bewijs voor de binomiale stelling en de driehoek van Pascal uit te breiden.
'Abd al-Hamīd ibn Turk · 
Abd-al-Rahman Al Sufi · 
Abū al-Hasan ibn Alī al-Qalasādī · 
Abū Ishāq Ibrāhīm al-Zarqālī · 
Abū Kāmil Shujā ibn Aslam · 
Abu'l-Hasan al-Uqlidisi · 
Abul Wafa · 
Ahmed ibn Yusuf · 
Al-Biruni · 
Al-Chwarizmi · 
Al-Hajjāj ibn Yūsuf ibn Matar · 
Alhazen · 
Al-Jayyani · 
Al-Karaji · 
Al-Khazini · 
Al-Kindi · 
Al-Mahani · 
Al-Majrati · 
Al-Sijzi · 
Hunayn ibn Ishaq · 
Ibn al-Banna · 
Ibn Sahl · 
Ibn Tahir al-Baghdadi · 
Ibn Yahyā al-Maghribī al-Samaw'al · 
Ibrahim al-Fazari · 
Ibrahim ibn Sinan · 
Jabir ibn Aflah · 
Kushyar ibn Labban · 
Mohammed al-Fazari · 
Mohammed ibn Jābir al-Harrānī al-Battānī · 
Nasir al-Din al-Toesi · 
Sinan ibn Thabit · 
Thabit ibn Qurra · 
Ulug Bey · 
Yusuf al-Mu'taman ibn Hud
- Bibsys: 6018527
- Bibliothèque nationale de France: cb162588204 (data)
- Gemeinsame Normdatei: 102416915
- International Standard Name Identifier: 0000 0001 0926 1926
- Library of Congress Control Number: nr90007881
- Nationale Bibliotheek van Tsjechië: jx20130103006
- Nationale bibliotheek van Australië: 35922351
- Nationale Bibliotheek van Israël: 987007256707205171
- Nederlandse Thesaurus van Auteursnamen: 139150447
- Réseau des bibliothèques de Suisse occidentale: 02-A013525666
- Système universitaire de documentation: 093326904
- TDVİA: semevel-el-magribi
- Virtual International Authority File: 93799625
- WorldCat: E39PBJwMDqjRgdrchHVhjmKyBP